# Jesus histórico
O  termo Jesus histórico refere-se a tentativas de reconstrução biográfica de Jesus de Nazaré no contexto do século I. Estas reconstruções são baseadas em métodos históricos, incluindo a análise crítica dos evangelhos canônicos como a principal fonte para sua biografia, juntamente com a consideração do contexto histórico e cultural em que Jesus viveu.
A pesquisa sobre o Jesus histórico teve início no século XVIII e se desenvolveu, até os nossos dias, em três ondas, com a finalidade de reconstruir os fatos históricos e a pessoa humana de Jesus, que ficava como que oculta atrás de afirmações dogmáticas religiosas.
Tal busca teve como premissa uma abordagem racional, segundo a qual é possível reconstruir a verdade histórica relacionada a Jesus por meio da razão, e foi impulsionada pela descoberta da estratificação e fragmentação dos textos bíblicos e sua posterior classificação. Um aspecto fundamental dessa busca é tentar inserir Jesus no contexto histórico-sociocultural do judaísmo do século I, na Palestina, por meio do estudo de fontes canônicas, apócrifas e pseudepigráficas que lançaram novas luzes sobre a complexidade da religião e da sociedade judaicas daquela época.
Assim a pesquisa sobre o Jesus histórico se apoia na literatura bíblica e extra-bíblica do século I; nas descobertas arqueológicas; nos estudos sociológicos e historiográficos, a fim de reconstruir e entender o contexto histórico, sociológico e religioso do tempo de Jesus e, ao mesmo tempo, compreender o impacto de sua pessoa e de sua mensagem na Galileia daquela época.

## Visão geral
Acredita-se que o Jesus histórico:
1. foi um homem que viveu na Galileia na primeira metade do século I, que era filho de um carpinteiro e provavelmente tinha outros irmãos [carece de fontes?]; com destaque para Tiago que é citado pelo historiador Flávio Josefo.;
2. foi um dos discípulos de João Batista, que o batizou;[4][nota 1]
3. atuou por um período menor que um ano como rabino na região do Mar da Galileia até a sua crucificação, que provavelmente ocorreu na Páscoa do ano 30 por motivos políticos (conflito com a elite local ligada ao Templo de Jerusalém);[3]
4. realizou pelo menos uma peregrinação a Jerusalém - então parte da província romana da Judeia - durante o tempo de expectativas messiânicas e apocalípticas no final do Segundo Templo Judaico;[8][9]
5. foi profeta apocalíptico, curandeiro carismático, filósofo cínico, messias judeu, profeta da mudança social[10][11][12] e rabino. [13][14]

Há pouca concordância acadêmica sobre um único "retrato" e sobre os métodos necessários para construí-lo, mas há atributos que se sobrepõem entre os vários retratos, e os estudiosos que diferem em alguns atributos podem concordar em outros.
Alguns estudiosos creditam as declarações apocalípticas dos Evangelhos a Jesus, enquanto outros retratam o seu Reino de Deus como moral, e não de natureza apocalíptica. Durante um tempo, Ele enviou seus apóstolos a fim curar as pessoas e pregarem sobre o Reino de Deus. Mais tarde, Jesus viajou para Jerusalém, onde causou uma perturbação no Templo. Era a época da Páscoa, quando as tensões políticas e religiosas eram altas em Jerusalém. Os Evangelhos dizem que os guardas do templo (acredita-se serem saduceus) prenderam-no e entregaram-no ao governador romano Pôncio Pilatos para execução. O movimento inaugurado por Jesus sobreviveu à sua morte, sendo liderado por seu irmão Tiago, o Justo e pelos apóstolos que passaram a proclamar que Jesus havia ressuscitado. Pouco depois, os seguidores de Jesus se dividiram do judaísmo rabínico, dando origem ao que conhecemos como cristianismo primitivo.
A busca pelo Jesus histórico parte do pressuposto que o Novo Testamento não dá necessariamente uma imagem histórica precisa da vida de Jesus. Nesse contexto, a descrição bíblica de Jesus é conhecida como a do Cristo da Fé. Dessa forma, o Jesus histórico é baseado em materiais históricos antigos que podem falar alguma coisa sobre sua vida, como os fragmentos dos Evangelhos. A finalidade da pesquisa sobre o Jesus histórico é examinar as evidências a partir de fontes diversas, tratando-as criticamente e em conjunto para criar uma imagem composta de Jesus. Para alguns, o uso do termo Jesus histórico implica que o Jesus reconstruído será diferente do que se apresentou no ensino dos concílios ecumênicos (o Cristo dogmático). Outros estudiosos afirmam que não há nenhuma contradição entre o Jesus histórico e o Cristo retratado no Novo Testamento.

## História
Ao longo dos últimos 150 anos, alguns historiadores e estudiosos bíblicos como Albert Schweitzer, com seu trabalho revolucionário Von Reimarus zu Wrede (The Quest of the Historical Jesus) em 1906, ou os participantes do controverso Jesus Seminar, têm feito progressos na busca do Jesus Histórico, examinando provas de diversas fontes a fim de trazê-las em conjunto para que se possa elaborar uma reconstrução completa de Jesus.

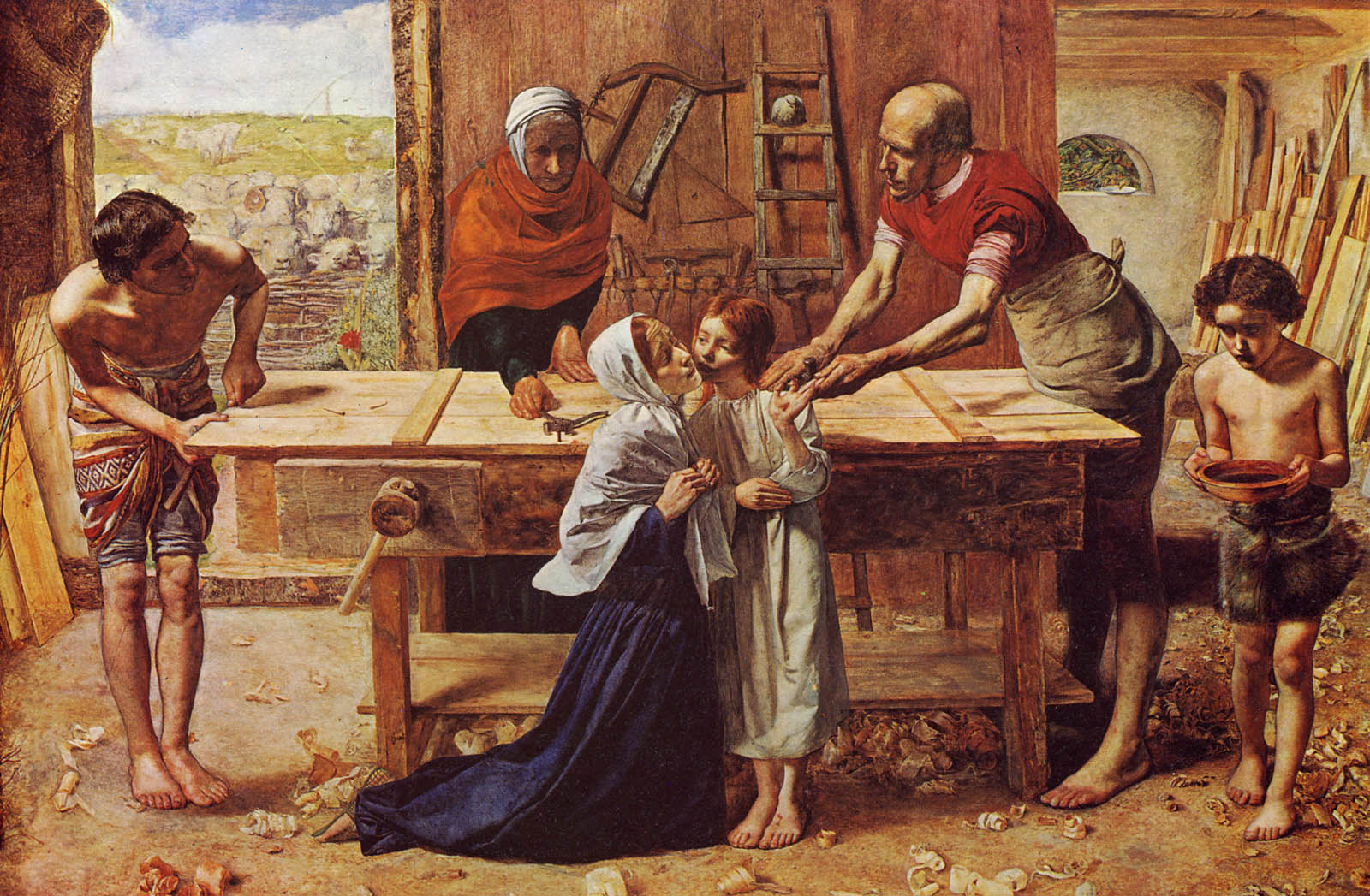
Cristo na casa de seus pais, por John Everett Millais, 1850. Uma série de pinturas da Irmandade Pré-Rafaelita reflete o interesse do século XIX na realidade histórica da vida de Jesus

O uso do termo do Jesus Histórico implica que sua reconstrução será diferente daquela apresentada no ensino do Cristo da Fé pelo Cristianismo. Assim, a montagem do Jesus Histórico às vezes difere dos judeus, cristãos, muçulmanos ou crenças hindus.
Em geral, esses estudiosos argumentam que o Jesus histórico foi um judeu da Galileia que viveu numa época de expectativas messiânicas e |apocalípticas. Ele foi batizado por João Batista e, depois que João foi executado, começou a sua própria pregação na Galileia. Jesus pregava a salvação, a vida eterna, a purificação dos pecados, a vinda do Reino de Deus, usando parábolas como imagens surpreendentes. Além disso, ele era conhecido como um professor e um homem que realizava milagres. Muitos estudiosos creditam as declarações apocalípticas dos Evangelhos a Jesus, enquanto outros defendem que o seu Reino de Deus era moral, e não de natureza apocalíptica.
A busca pelo Jesus histórico iniciou-se no século XVIII, com o trabalho do filósofo iluminista Hermann Samuel Reimarus (1694 – 1768). Dois livros, ambos chamados A Vida de Jesus, foram escritos por David Friedrich Strauss e publicados em alemão entre 1835 e 1836. Ernest Renan publicou um livro em francês no ano de 1863. O Jesus histórico é conceptualmente diferente do Cristo da fé. Para os historiadores o primeiro é físico, enquanto o último é metafísico. O Jesus histórico é baseado em evidências históricas. Cada vez que um rolo de papel novo é descoberto ou fragmentos de um novo Evangelho são encontrados, o Jesus histórico é modificado.

## Método

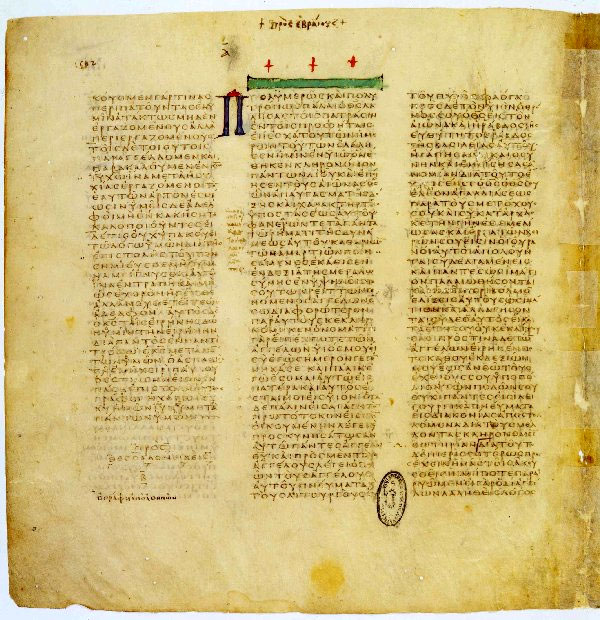
Página do Codex Vaticanus. Os evangelhos canônicos são a principal fonte de informação sobre o Jesus histórico

Acredita-se que o Jesus histórico tenha sido uma figura real que deva ser entendida no contexto de sua própria vida, na província romana da Judeia do século I, e não o Cristo da doutrina cristã de séculos mais tarde. A pesquisa histórica reconstrói Jesus em relação aos seus contemporâneos do primeiro século, enquanto as interpretações teológicas relacionam Jesus com aqueles que se reúnem em seu nome. Assim, o historiador interpretaria o passado enquanto o teólogo interpretaria a tradição cristã. No entanto, quando se considera o estado fragmentário das fontes e a natureza muitas vezes indireta dos argumentos utilizados, esse Jesus histórico será sempre um constructor científico, uma abstração teórica que não coincide, nem pode coincidir, com o Jesus de Nazaré que supostamente viveu e trabalhou na Palestina no século I de nossa era. Os historiadores e estudiosos da Bíblia analisam os Evangelhos canônicos, o Talmud, o Evangelho segundo os hebreus, os Evangelhos Gnósticos, os escritos de Flávio Josefo, os Manuscritos do Mar Morto, entre outros documentos antigos a fim de encontrar o Jesus histórico. Uma série de métodos foram desenvolvidos para analisar criticamente essas fontes:
- Fontes mais antigas: muitos historiadores preferem as fontes mais antigas sobre Jesus, desconsiderando, como regra geral, as fontes que foram escritas mais de um século após sua morte[38]
- Critério do constrangimento: enfoca atos ou palavras de Jesus que poderiam ter constrangido ou criado dificuldades para a igreja primitiva ou para o autor do evangelho. Por exemplo, se a crucificação foi motivo de embaraço para os primeiros cristãos, seria bastante improvável que os evangelhos afirmassem que Jesus havia sido crucificado, a menos que ele realmente tenha sido crucificado.[39]
- Atestação Múltipla: quando duas ou mais fontes independentes contam histórias semelhantes ou consistente. Esse critério faz bastante uso dos caso de relatos orais anteriores às fontes escritas. A atestação múltipla não é o mesmo que a atestação  independente. Se um relato utilizou outro relato como fonte, então essa história estará presente em todos os relatos, mas com apenas uma fonte independente. O ponto de vista dominante é que o relato de Marcos foi usado como fonte de Mateus e Lucas.[38][40]
- Contexto histórico: a fonte é mais credível se relato fizer sentido dentro do contexto e da cultura em que o fato possivelmente aconteceu.[41][42] Por exemplo, alguns ditos da língua copta do Evangelho de Tomé fazem sentido dentro de um contexto gnóstico do século II, mas não no contexto do século I, uma vez que o gnosticismo apareceu no segundo século.
- Análise linguística: há algumas conclusões que podem ser extraídas da análise linguística dos Evangelhos. Por exemplo, se um diálogo só faz sentido em grego, é possível que ele tenha sido redigido e que o texto seja de certa forma diferente do original aramaico. Alguns consideram, por exemplo, o diálogo entre Jesus e Nicodemos no capítulo 3 de João como algo que só faz sentido em grego, mas não em aramaico. De acordo com Bart Ehrman, este critério é incluído na análise de credibilidade contextual, porque ele acredita que Jesus e Nicodemos estavam falando em aramaico.
- Objetivo do autor: este critério é o outro lado do critério de dissimilaridade. Quando o material apresentado serve aos propósitos do autor ou do editor, ele é suspeito.[43] Várias seções nas narrativas do Evangelho, como o Massacre dos Inocentes por exemplo, retratam a vida de Jesus como o cumprimento de profecias do Antigo Testamento. Na visão de alguns estudiosos, isso pode apenas refletir o objetivos literário do autor, e não acontecimentos históricos.

As pesquisas contemporâneas do Jesus histórico geralmente levam o critério histórico de plausibilidade como sua base, em vez de o critério de dissimilaridade. As narrativas, portanto, que se encaixam no contexto judaico e dão sentido a ascensão do cristianismo podem ser históricas.

## Documentos sobre o Jesus histórico
Existem cinco documentos falando da pessoa de Jesus direta ou indiretamente, como é o caso de Públio Cornélio Tácito, Flávio Josefo, Plínio, o Jovem e outros.
Uma boa referência do Jesus histórico foi escrita por Tácito no Analles, conforme ele cita abaixo:
| “ | Por conseguinte, para se livrar do relatório, Nero colocou a culpa e infligiu as mais requintadas torturas em uma classe odiada por suas abominações, chamados cristãos pela população. "Christus", de quem o nome teve sua origem, sofreu a penalidade extrema durante o reinado de Tibério às mãos de um de nossos procuradores, Pontius Pilatus, e uma superstição mais perniciosa, portanto, marcada para o momento, mais uma vez surgiu não só na Judeia, a primeira fonte do mal, mas mesmo Roma, onde todas as coisas horríveis e vergonhosas de toda parte do mundo encontram o seu centro e se tornam populares. Assim, a prisão pela primeira vez feita de todos os que se declararam culpados, em seguida, sobre as suas informações, uma imensa multidão foi condenada, não tanto do crime de incendiar a cidade, mas como de ódio contra a humanidade. | ” |